# Чумові боти
«Чумові боти» (англ. Kinky Boots) — американський кінофільм режисера Джуліана Джаррольда, знятий у 2005. Фільм, заснований на реальних подіях, вийшов у прокат 30 серпня 2005 року, на цифрових носіях — 17 серпня 2006. Номінований на 64-ту премію «Золотий глобус». На основі фільму створений однойменний мюзикл, який також мав успіх на Бродвеї.

## Сюжет
Чарлі Прайсу доводиться повернутися в рідне містечко Нортгемптон, отримавши у спадок сімейний бізнес — невелику взуттєву фабрику, на якій десятиліттями шили традиційно якісне англійське взуття. Але саме в цей момент фабрика знаходиться на межі банкрутства, і Чарлі доводиться робити нелегкий вибір: спостерігати повільне згасання підприємства, звільняючи робітників, або продати фабрику і купити квартиру в Лондоні (на чому і наполягає його наречена).
Неабияк випивши ввечері важкого дня (довелося звільнити 15 осіб з фабрики), Чарлі кидається на захист дами в темному лондонському провулку. Однак, «дамою» виявляється міцний чорношкірий трансвестит Саймон, колишній боксер-важковаговик, а нині — зірка ґей-кабаре, співачка і танцівниця Лола.
Лола і його колеги потребують хорошого і довговічного сценічного взуття великих розмірів, здатного витримати вагу 100-кілограмової «леді». І Чарлі приходить в голову чудова ідея: налагодити випуск взуття для транссексуалів і трансвеститів.
Під чуйним керівництвом Лоли на фабриці починається пошиття нової колекції, яку вирішено подати на щорічному шоу в Мілані.
Однак у процесі виготовлення колекції Чарлі доводиться пройти і через нерозуміння підлеглих, і через розлуку з коханою, і через сварку з Лолою напередодні показу. У підсумку на показі в Мілані Чарлі змушений як модель сам демонструвати продукцію своєї фабрики… Показ рятує тільки раптова поява на подіумі Лоли та її колег з шоу.

## Ролі
| Актор            | Роль                    |
| ---------------- | ----------------------- |
| Джоел Едгертон   | Чарлі Прайс             |
| Чиветел Еджіофор | Саймон / Лола           |
| Сара-Джейн Поттс | Лорен                   |
| Нік Фрост        | Дон (працівник фабрики) |
| Лінда Бассетт    | Мелані                  |
| Джемайма Рупер   | Нікола                  |
| Роберт П'ю       | Гарольд Прайс           |

## Знімальна група
- Режисер — Джуліан Джаррольд
- Сценарист — Джофф Дін, Тім Ферт
- Продюсер — Нік Бартон, Пітер Еттедгі, Сюзанн Макі
- Композитор — Едріан Джонстон